# Oxytropis ovczinnikovii
Oxytropis ovczinnikovii är en ärtväxtart som beskrevs av Abdusal. Oxytropis ovczinnikovii ingår i släktet klovedlar, och familjen ärtväxter. Inga underarter finns listade i Catalogue of Life.